# Gedenkstein für die Opfer der Berliner Judenverbrennung

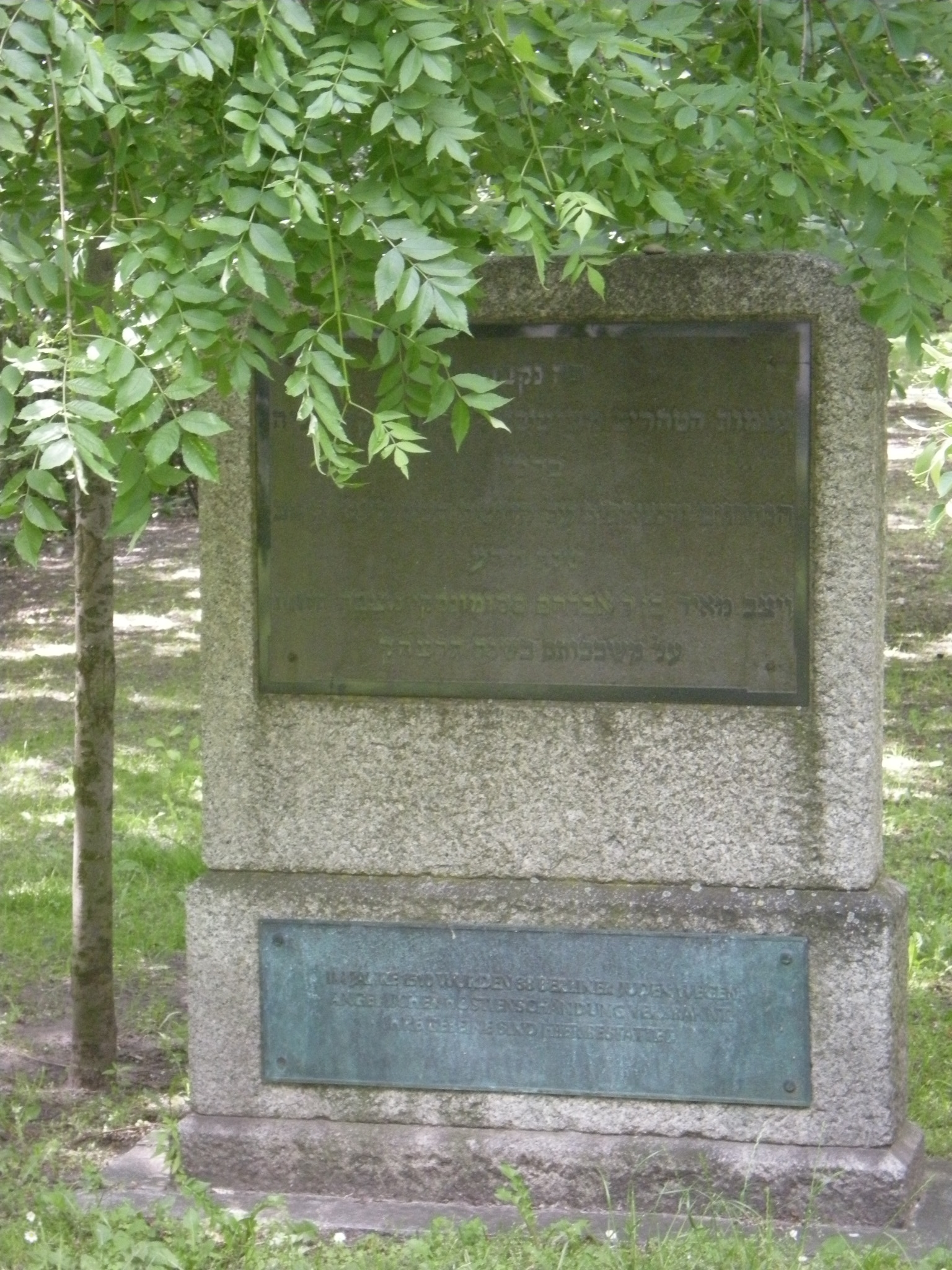
Gedenkstein Mollstraße

Der Gedenkstein für die Opfer der Berliner Judenverbrennung im Jahre 1510 steht im Berliner Ortsteil Mitte neben dem Haus Mollstraße 11.

## Der Gedenkstein

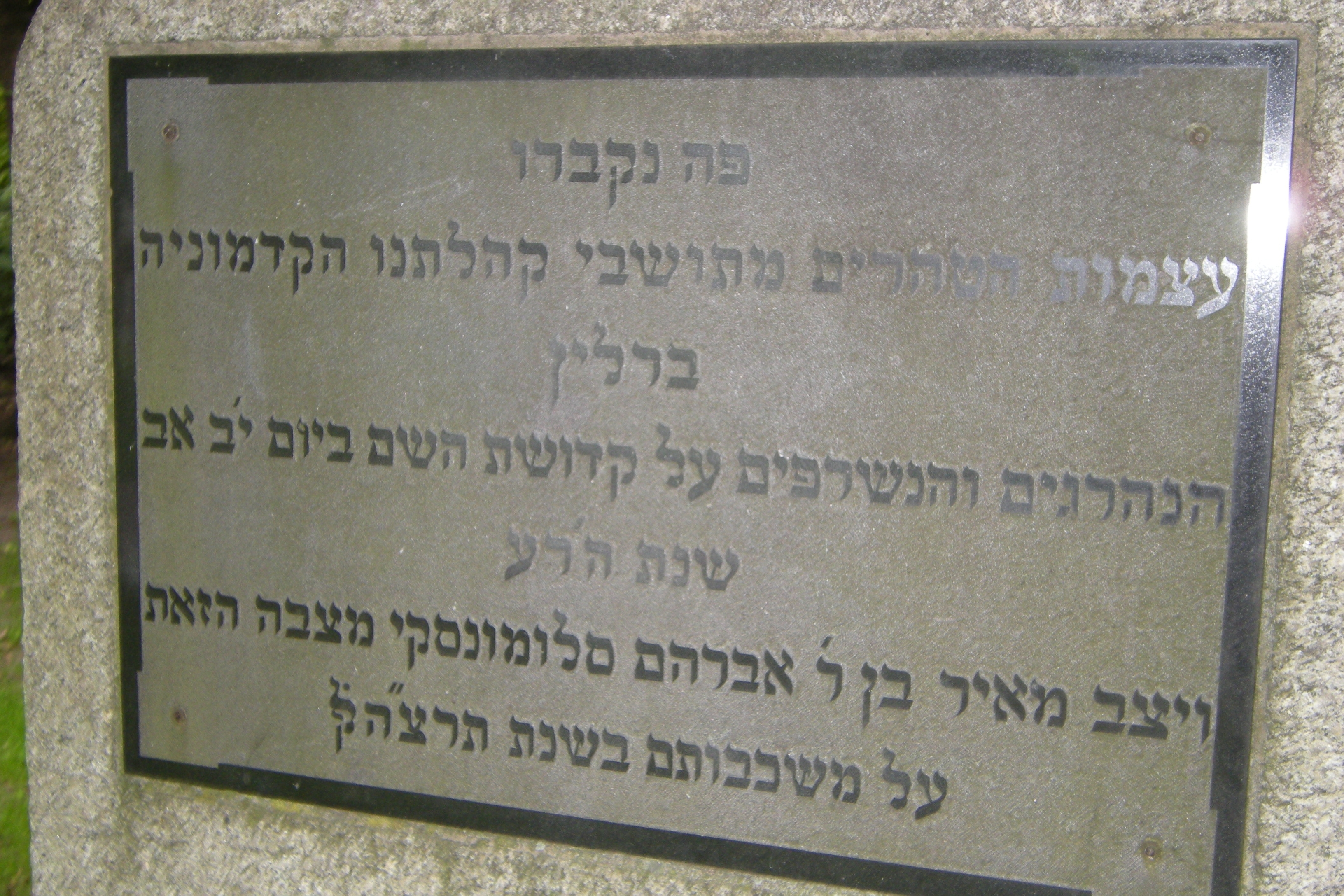
Schrifttafel am Gedenkstein Mollstraße

Der Gedenkstein wurde im Oktober 1988 anlässlich des bevorstehenden 50. Jahrestages des Novemberpogroms in einer Grünanlage neben dem Haus Mollstraße 11 aufgestellt. Auftraggeber war der Magistrat von Berlin in Abstimmung mit der Jüdischen Gemeinde.
Er besteht aus einer Granitstele mit zwei Schrifttafeln. Die obere Schrifttafel enthält eine hebräische Inschrift, die ins Deutsche übertragen lautet:

„Hier ruhen die heiligen Gebeine der Mitglieder unserer ersten Gemeinde in Berlin. Sie wurden als Märtyrer ermordet und verbrannt am 12. Aw 5270. Diese Gedenktafel wurde von Meir, dem Sohn von Abraham Salomonski, im Jahr 1935 angebracht.“

Der Rabbiner Martin Salomonski hatte diese Gedenktafel im Jahr der Nürnberger Gesetze an der Synagoge des Jüdischen Altersheimes Lietzmannstraße, Ecke Landwehrstraße anbringen lassen. Die Straße hieß ab 1939 Gerlachstraße und wurde 1970 aufgehoben. Heute befindet sich dort in etwa der Spielplatz des Kindergartens Berolinastraße 7a, 200 Meter südwestlich des Gedenksteines. Das Altersheim diente 1941/42 als Sammellager für die Deportation nach Theresienstadt, Riga oder direkt in die Vernichtungslager. Nach schweren Kriegszerstörungen wurden die Ruinen der Gebäude Anfang der 1960er Jahre abgerissen. Die dabei geborgene Schrifttafel wurde der Jüdischen Gemeinde übergeben.
Auf der unteren bronzenen Schrifttafel, die erst 1988 nach der Errichtung des Gedenksteines angefertigt wurde, steht erläuternd:

„Im Jahre 1510 wurden 38 Berliner Juden wegen angeblicher Hostienschändung verbrannt. Ihre Gebeine sind hier bestattet.“

Der letzte Satz ist hier jedoch irreführend, da der jetzige Standort nicht identisch mit dem der Synagoge des Altersheimes, auf den sich der Text bezieht. Auch waren die Opfer nicht nur aus Berlin, sondern auch aus anderen Städten der Mark.
Der Gedenkstein ist zwar ein Zeugnis der frühen und der jüngeren Geschichte Berlins, er steht aber nicht unter Denkmalschutz.

## Historischer Hintergrund

Scheiterhaufen vor den Toren Berlins (aus dem Sumarius von 1511)

Anfang des Jahres 1510 wurden in der Kirche des havelländischen Dorfes Knoblauch eine vergoldete Monstranz und zwei geweihte Hostien gestohlen. Der Dieb, der christliche Kesselflicker Paul Fromm aus Bernau, erklärte unter der Folter, er habe eine der Hostien an einen Juden in Spandau verkauft. Das löste eine Reihe von Beschuldigungen, Verfolgungen und Festnahmen von Juden in vielen märkischen Städten aus. An die 100 der Festgenommenen, darunter die Angesehensten der Gemeinden, wurden zu weiteren Untersuchungen in die Residenzstadt Berlin verbracht und dort vor ein Gericht gestellt. Nach der Verkündung des Urteils am 19. Juli 1510 auf dem Neuen Markt vor der Marienkirche wurden 38 Juden auf einem mehrstöckigen Scheiterhaufen an der Richtstätte vor dem Georgentor, dem Berliner Rabenstein an der späteren Judengasse verbrannt, mindestens zwei weitere, die sich zwischenzeitlich taufen ließen, enthauptet. Auch der diebische Kesselflicker wurde hingerichtet.
Ob und wo die sterblichen Überreste der Opfer bestattet wurden, ist nicht belegt, üblich war jedoch das Verscharren auf einem Schindanger nahe dem Rabenstein, d. h. in der Nähe der späteren Synagoge des Altersheimes. Die häufige Vermutung, dass sich dort auch eine frühe jüdische Begräbnisstätte befand, kann durch frühere Quellen oder durch Bodenfunde nicht belegt werden.
In der Folge des Geschehens wurden die Juden aus der Mark vertrieben. Das hatte für den Landesherren und auch die Bürger den Vorteil, dass Schulden bei jüdischen Kaufleuten oder Bankiers nicht getilgt werden mussten. Juden konnten sich erst 1539 wieder in Berlin ansiedeln.